# Symposion (album)
Symposion is het debuutalbum van de Noorse musicus Jo Wang. Het album bevat een mengeling van progressieve rock en elektronische muziek. Wang schreef later muziek voor film, televisie, maar ook aparte muziek voor orgel en kerkorgel. Het album is opgenomen in de jaren 1988 en 1989 in zijn eigen Frydenlund Studio te Oslo. Jo Wang speelde alle muziekinstrumenten zelf. Dat waren toetsinstrumenten, zoals mellotron en orgel. Het nummer Nattdrøm lijkt erg veel op de muziek van de eerste soloalbums van Steve Hackett. Voor Bruidstuk werd het kerkorgel van Vålerenga gebruikt. Alle nummers zijn van Wang. 

## Composities
1. Nattdrøm (4:06)
2. 7/8 – Juni – Synd (4:12)
3. Humin II (4:16)
4. Hit (3;34)
5. ------ (1:09)
6. Et lam ble igjen pa Broadway (3:05)
7. Nan (2:51)
8. Brudstykker (3:33)
9. Siste reis (4:25)